# Boudry (Neuchâtel)
Pour les articles homonymes, voir Boudry (homonymie).
Boudry est une commune de la région Littoral du canton de Neuchâtel en Suisse. Boudry a historiquement été considéré comme une ville.

## Géographie

Vue aérienne (1962).

La commune de Boudry s'étend sur 16,77 km2. Lors du relevé de 2013-2018, les surfaces d'habitations et d'infrastructures représentaient 12,6 % de sa superficie, les surfaces agricoles 21,8 %, les surfaces boisées 63,4 % et les surfaces improductives 2,1 %.
Boudry est située au pied du Jura, au Nord-Ouest de la Suisse. Elle est limitrophe de Rochefort, Milvignes, Cortaillod, La Grande Béroche et Val-de-Travers. Elle était le chef-lieu du district de Boudry supprimé en 2018 et les agglomérations d'Areuse, de Perreux et la partie de Champ-du-Moulin située sur la rive droite de la rivière Areuse, ainsi que le hameau de Trois-Rods y sont rattachés.
Le climat de Boudry est relativement doux et comparable à l'ensemble du plateau suisse. Situé à une altitude de 445 mètres au bas de la ville, le territoire boudrysan s'étend jusqu'au Signal du Lessy, point culminant à 1 387 mètres d'altitude, dans la montagne de Boudry. Il est composé de forêts pour 1 000 hectares environ, alors que quelque 70 hectares sont réservés à la vigne. En outre, plusieurs centaines d'hectares sont cultivés par d'actifs agriculteurs.
Seule rivière de quelque importance et entièrement neuchâteloise, l'Areuse traverse Boudry après avoir baigné le Val-de-Travers dès sa source à Saint-Sulpice. Elle se disperse dans le lac de Neuchâtel au lieu-dit « La Pointe d'Areuse ».

## Histoire
Le nom de Boudry a une origine germanique. Il est très probablement dérivé d'un nom propre mérovingien, Balderich, latinisé dans les documents anciens en Baldricus, très fréquent, qui signifie « guerrier vaillant ».
La localité est mentionnée pour la première fois en 1278, lorsque Sybille de Neuchâtel la lègue à l'une de ses filles. Historiquement, le nom de Boudry apparaît dans des actes des XIIe et XIIIe siècles. Le développement du lieu doit être associé au pont qui permettait de franchir l'Areuse. En 1343, les bourgeois de Boudry reçoivent du comte Louis Ier de Neuchâtel une charte de franchise qui déclare notamment : « Nous, Louis comte et seigneur de Neuchâtel, en notre nom et en celui de nos héritiers, nous déclarons libres nos bourgeois de Boudry et leurs successeurs. Nous les exemptons à perpétuité de toutes tailles et de toutes exactions promettant, nous et nos héritiers, solennellement par serment, de les maintenir eux et leurs successeurs, dans les immunités, libertés, us et coutumes exposés sous la forme et dans la mesure que dessus », qui leur donne des privilèges équivalents à ceux des habitants du chef-lieu et notamment celui de se nommer « Ville de Boudry ».
En 1585 Boudry est le théâtre de chasse aux sorcières relatées dans l'ouvrage de Fritz Chabloz de 1868. La veuve Marchand, Elisabeth Besson, Françoise Collin et La Bessone sont condamnées en 1585.
Boudry est la patrie du Conventionnel Jean-Paul Marat né en 1743.
Le 1er janvier 1870, Boudry fusionne avec la commune voisine d'Areuse. La bourgade, constituée au pied du château, contrôlait la route Yverdon-Neuchâtel à son passage sur l'Areuse.
La Communauté de Grandchamp est fondé en 1944 dans le hameau lieu-dit de Grandchamp. C'est pour sa communauté religieuse protestante de femmes à vocation œcuménique qui prie pour l'unité des chrétiens.

## Population

### Gentilé et surnoms
Les habitants de la commune se nomment les Boudrysans. Ils ont plusieurs surnoms : lé Trin-na-Baton, lé Trin-na-Sa, soit les soudards ou les traîne-sac en patois neuchâtelois, lé Trin-na-Nyolè, soit les traîne-brouillard, et les Traîne-Beuses.
Les habitants de la localité d'Areuse sont surnommés lé Crosèran, soit ceux du creux.

### Démographie

#### Évolution de la population
Boudry compte 6 267 habitants au 31 décembre 2022 pour une densité de population de 374 hab/km2. Sur la période 2010-2019, sa population a augmenté de 25,1 % (canton : 2,6 % ; Suisse : 9,4 %).  

#### Pyramide des âges
En 2020, le taux de personnes de moins de 30 ans s'élève à 35,2 %, au-dessus de la valeur cantonale (33,2 %). Le taux de personnes de plus de 60 ans est quant à lui de 22,7 %, alors qu'il est de 25,3 % au niveau cantonal.
La même année, la commune compte 3 026 hommes pour 3 167 femmes, soit un taux de 48,9 % d'hommes, inférieur à celui du canton (49 %).
| Hommes | Classe d’âge | Femmes |
| ------ | ------------ | ------ |
| 0,3    | 90 ans ou +  | 1,3    |
| 5,9    | 75 à 89 ans  | 8,3    |
| 13,8   | 60 à 74 ans  | 15,8   |
| 21,5   | 45 à 59 ans  | 20,3   |
| 21,6   | 30 à 44 ans  | 20,7   |
| 18,0   | 15 à 29 ans  | 17,3   |
| 18,9   | - de 14 ans  | 16,2   |

| Hommes | Classe d’âge | Femmes |
| ------ | ------------ | ------ |
| 0,6    | 90 ans ou +  | 1,7    |
| 7,2    | 75 à 89 ans  | 9,9    |
| 15,1   | 60 à 74 ans  | 16,0   |
| 22,1   | 45 à 59 ans  | 21,4   |
| 20,1   | 30 à 44 ans  | 19,4   |
| 18,9   | 15 à 29 ans  | 17,0   |
| 15,9   | - de 14 ans  | 14,5   |

## Politique
La commune de Boudry est dotée d'un conseil communal (exécutif) de cinq membres et d'un conseil général (législatif) de 41 membres.

## Culture et patrimoine

### Héraldique
| Blason | Blasonnement : Coupé d'or au pal de gueules chargé de trois chevrons d'argent (Neuchâtel) et d'azur à la truite d'argent posée en fasce. |

### Musées et attractions
- Musée de l'Areuse, musée exposant toute l'année un peu dans tous les domaines : l'histoire naturelle, l'archéologie et l'ethnographie.
- Musée de la vigne et du vin, dans le château de Boudry.
- Excursions à pied dans les gorges de l'Areuse, de Noiraigue à Boudry.
- Caveau de dégustation des vins produits par les encaveurs boudrysans, qui se trouve dans le petit château appelé la « Tour de Pierre ».

### Monuments et curiosités

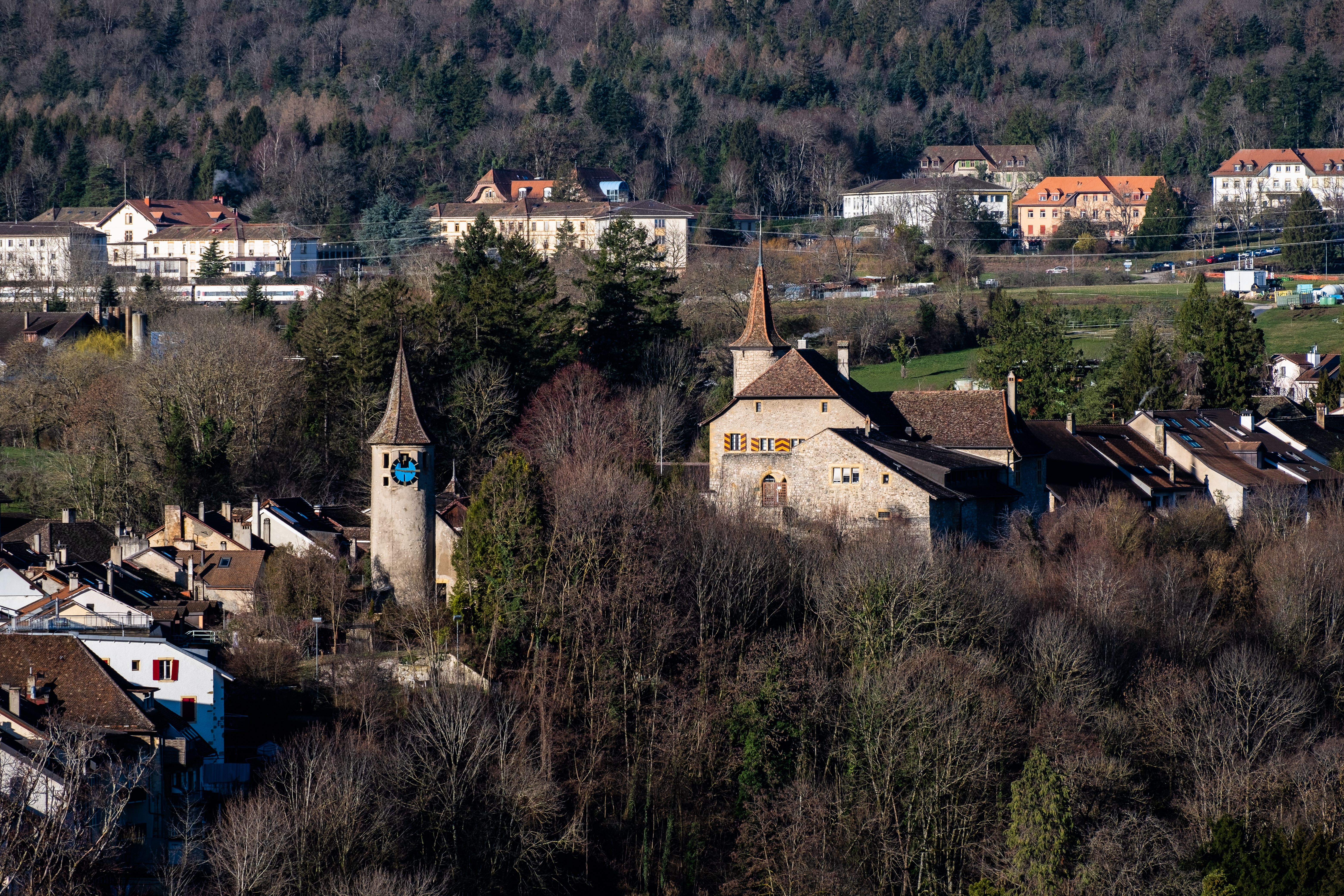
La tour Marfaux et le château de Boudry.

- Le château de Boudry, ancienne tour seigneurial des XIIe et XIIIe siècles, est mentionné en 1306 comme propriété des comtes de Neuchâtel. Il est placé sur une éminence naturelle cernée par deux cours d'eau, et remplace peut-être un castel burgonde plus ancien[13].
- Le temple date de 1645-1647. Bien que reconstruit après la Réforme protestante, cet édifice recantgulaire conserve la disposition traditionnelle, avec nef et chœur. Restauration complète en 1894 sous la direction de l'architecte Léo Châtelain[13].
- L'ancien pont de l'Areuse était en bois et offrait un aspect des plus pittoresques. Il se composait simplement d'un plancher posé sur trois chevalets, précédés de piliers destinés à amortir le courant de l'Areuse, terrible lors des grandes crues du printemps et de l'automne. Jusqu'au commencement du XIXe siècle, les habitants de Cortaillod étaient obligés de passer sur ce pont pour se rendre à Neuchâtel. Pour bénéficier de ce privilège, ils devaient payer, chaque année, une certaine somme à la bourgeoisie de Boudry, montant qui était affecté à l'entretien du pont. Ce franchissement a été remplacé en 1842 par un pont en pierre de taille, mais ce dernier s'est affaissé le 18 février 1990 et a dû être reconstruit.
- Hôtel de ville (1834-1835), par l'architecte Louis Châtelain[13].

### La tour de Pierre

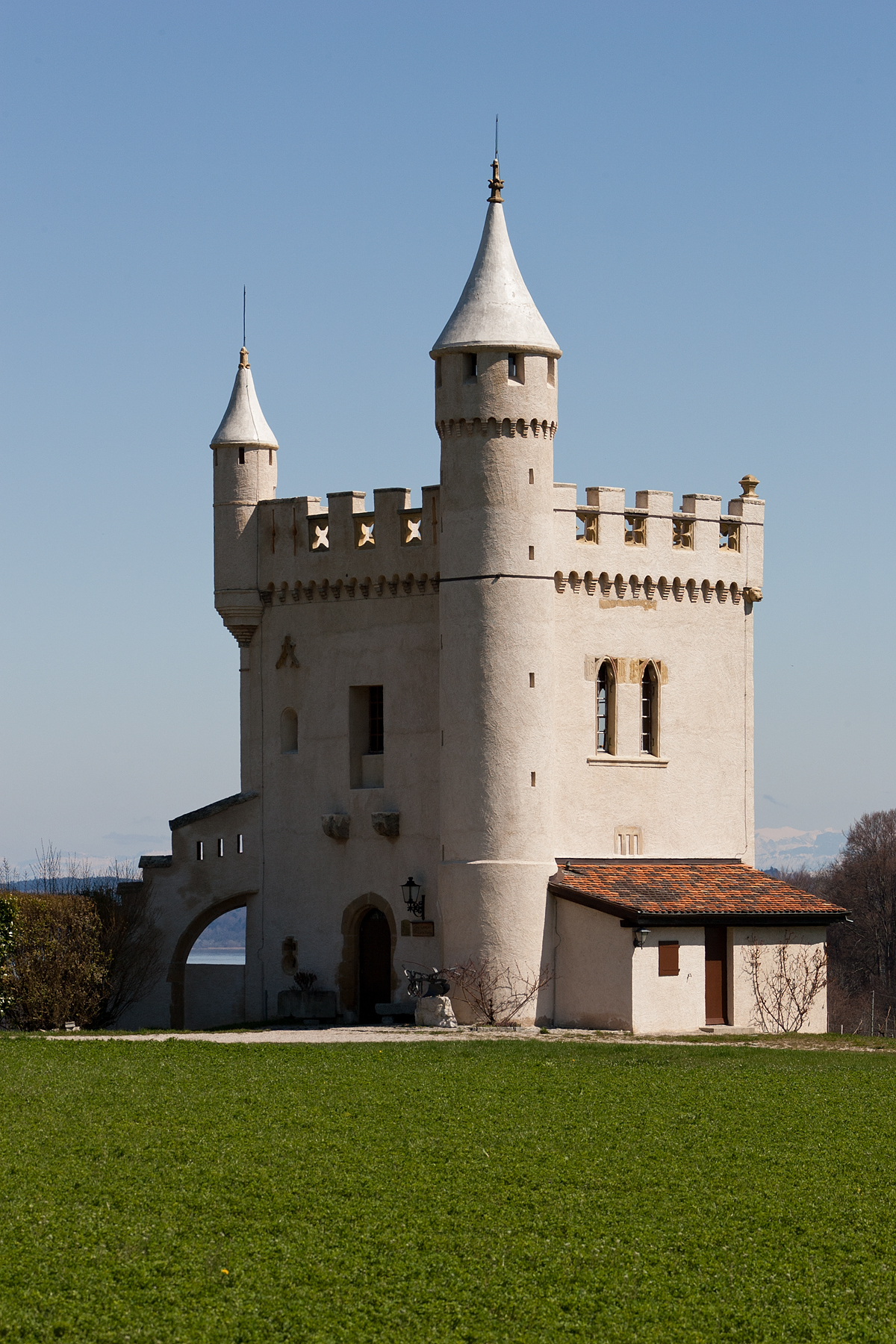
La tour de Pierre en 2006.

La Tour de Pierre est une petite tour-belvédère qui se dresse au milieu des vignes depuis 1876. Propriétaire du domaine de Trois-Rods, Louis-Philippe de Pierre fait édifier un pavillon de plaisance néo-médiéval qui doit sa silhouette castellaire à son couronnement crénelé, ponctué d'une tourelle et d'une échauguette. La tour de Pierre se distingue des nombreux pavillons de plaisance néo-gothiques construits à cette époque par l’emploi d’authentiques éléments médiévaux,. La tradition qui veut que l’architecte ait employé des éléments récupérés lors de la restauration de la Collégiale de Neuchâtel (1867-1875) a été confirmée par les observations archéologiques faites lors des travaux de restauration des façades en 2004 (console, gargouille, pinacle, balustrade et claveaux gothiques). De plus, un courrier adressé en 1872 par Louis-Philippe de Pierre à la Bourgeoisie de Neuchâtel confirme l’intérêt porté par le propriétaire à ces « débris », ainsi que le « sentiment archéologique et en quelque sorte patriotique » qui motive son achat et sa démarche de réappropriation.
Aujourd’hui protégée au titre de monument historique, la tour de Pierre sert de caveau de dégustation des vins de Boudry et de lieu d’exposition depuis 1980.

### Site de Perreux

Vue aérienne de Perreux en 1949.

Centre de premier accueil du Service cantonal des migrations depuis 2012 et Centre fédéral de requérants d’asile depuis 2014, le site de Perreux est le résultat d’un long processus de développement par adjonctions et transformations qui a débuté à la fin du XIXe siècle et s’est poursuivi tout au long du XXe siècle.
Fondé en 1891, l’ancien « asile des incurables » est inauguré en 1897. Il se compose d’un ensemble de pavillons hospitaliers couplés d’une colonie agricole, conçus et réalisés par l’architecte cantonal Auguste Ribaux, en étroite collaboration avec le Dr. Émile Paris.
En 1904, des ailes destinées aux patients « agités » complètent le premier ensemble ; en 1906-07, le fabricant d’absinthe Louis Pernod finance la construction d’un pavillon réservé aux malades épileptiques, alors que la générosité des banquiers Antoine, Alfred et Maurice Borel permet en 1923 l’édification d’un bâtiment offrant des locaux de réunion,.
Les constructions du début du XXe siècle s’inscrivent dans le cadre du projet initial qui se caractérisait par une organisation tripartite du site. À l’ouest, la colonie agricole était composée de deux pavillons hospitaliers encadrant les différents bâtiments qui formaient l’exploitation rurale ; le train de campagne était utilisé pour ses vertus thérapeutiques autant que financières. Au centre, la zone comprenait l’administration ainsi que les espaces d’accueil et de loisirs. À l’est, se dressait l’hospice proprement dit regroupant cinq pavillons pour les malades et un bâtiment pour les services. L’ensemble cherchait alors à dégager un « aspect familial et villageois » selon les termes de l’époque ; contrairement aux hôpitaux urbains, Perreux offrait des espaces généreux entre les bâtiments, ainsi que de vastes jardins. La symétrie a servi de principe directeur à la distribution des bâtiments, jusqu’en 1930, date à laquelle l’adjonction de trois nouveaux pavillons à rompu l’organisation initiale du site.
Les Trente Glorieuses voient l’ancien « hospice des incurables » prendre le nom d’Hôpital psychiatrique cantonal de Perreux et de nouvelles constructions s’ajouter à l’ensemble : deux imposantes « cliniques », une chapelle, un « foyer » pour les infirmières, une ferme modèle, etc. Le site connaît une grande campagne de rénovation, mise aux normes et transformations au cours des années 1990. Au début du XXIe siècle, l'hôpital psychiatrique est progressivement démantelé au profit du développement de structures d’accueil pour requérants d’asile.

### Personnalités liées à la commune

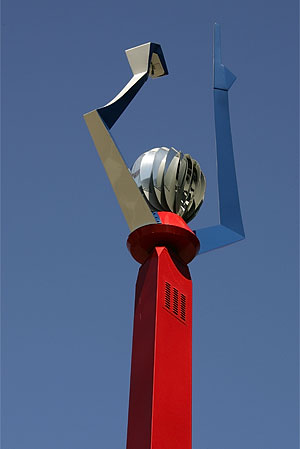
Marat l'Œil.

- Jean-Paul Marat, 1743-1793, Physicien et tribun révolutionnaire français, né à Boudry le 24 mai 1743. Un obélisque nommé Marat l'œil est inauguré le 19 décembre 1991 en face du Musée de l'Areuse.
- David de Boudry, professeur du poète russe Pouchkine.
- Louis Favre, né à Boudry le dimanche 17 mars 1822, à la Grand-Rue no 7 (aujourd'hui renommée « Rue Louis Favre »). Il était enseignant et passionné d'aventures. Il a écrit de nombreux récits et laisse une œuvre immense. Il fut à la fois pédagogue, mécanicien, littérateur, historien, naturaliste, peintre, dessinateur et critique d'art.
- Philippe Suchard, né le lundi 9 octobre 1797 à Boudry, et fondateur des entreprises de chocolat Suchard.
- Archibald Quartier, né le 8 février 1913 à Boudry, conservateur du muséum d'histoire naturelle de Neuchâtel et député au Grand Conseil du canton.
- René Meylan, 1929-2000, homme politique, né à Areuse (commune de Boudry)
- Thoma Vuille, artiste créateur de M. Chat, né en 1977
- Félix Bovet, 1824-1903, professeur, théologien et directeur de la bibliothèque de la ville de Neuchâtel
- Pierre Bovet, psychologue et pédagogue suisse, né le 5 juin 1878 à Grandchamp. Traducteur du livre Scouting for boys (Éclaireurs) de Lord Baden-Powell. Le livre fondateur du scoutisme.
- Daniel Bovet, 1907-1992, fils de Pierre Bovet, prix Nobel de médecine en 1957.
- Roland Dubuc, 1924-1998, artiste peintre français, vécut à Boudry de 1974 à 1980.
- Oscar Huguenin, 1842-1903, illustrateur et romancier, vécut à Boudry de 1875 à 1903. Une rue porte son nom.
- Louis Zutter (1865-1946), premier champion olympique suisse, est décédé à Boudry.

## Transports
Boudry dispose d'une gare CFF qui est desservie par le train régional Neuchâtel - Gorgier-St.Aubin et Morges - Neuchâtel pendant les heures de pointe.
Elle est également desservie par les transports publics neuchâtelois : outre plusieurs lignes de bus, Boudry est le terminus de la ligne 215 du réseau qui est une ligne de tramway à destination de la Place Pury, au centre de Neuchâtel.

## Jumelage
La commune est jumelée à celle de Voujeaucourt, en France.